# Макс Голловей
Джером Макс Келі Голловей (англ. Jerome Max Kelii Holloway; нар. 4 грудня 1991, Ваяне, Гаваї, США) — американський боєць змішаних бойових мистецтв, який виступає під егідою UFC у напівлегкій ваговій категорії. Колишній чемпіон UFC у напівлегкій вазі. Займає восьму позицію в списку найкращих бійців незалежно від вагової категорії за версією UFC. Володіє званням нокаут року за бій з Джастіном Гейджи

## Біографія
Макс Голловей — гаваєць зі самоанським і англійським корінням, народився і виріс на Гавайях, у місті Ваяне. Захопився єдиноборствами в школі, займався кікбоксингом, потім переключився на ММА і до 19 років набив собі рекорд 4:0. Живе і тренується в острівному штаті США.
Дебютував в UFC у 2012-му році з поразки Дастіну Порье больовим прийомом. Потім були перемоги і поразки, після однієї з яких (Конору Макгрегору) Макс за 4 роки здобув 11 перемог поспіль і забрав пояс у колись непереможного Жозе Альду.
Макс з 2012 року одружений з гавайською моделлю Каімане Паалухі. У пари у 2012-му народився син. На бої весь час виходить з прапором цього штату, навіть шорти у нього в розфарбуванні Гаваїв, а не США.

## Кар'єра
10 грудня 2016 Голловей нокаутував Ентоні Петтіса на турнірі UFC 206 і завоював титул тимчасового чемпіона UFC в напівлегкій вазі. 3 червня 2017 на турнірі UFC 212 в Бразилії, в 3 раунді нокаутував чемпіона UFC в напівлегкій вазі Жозе Альдо, тим самим завоювавши титул чемпіона UFC в напівлегкій вазі. 3 грудня того ж року на турнірі UFC 218 в Детройті (США) провів реванш з Жозе Альдо, де знову нокаутував Альдо у третьому раунді, тим самим захистивши пояс чемпіона UFC в напівлегкій вазі. 9 грудня 2018 на турнірі UFC 231 в Торонто (Канада) чемпіону належало зустрітися з непереможеним претендентом Брайаном Ортегою, протягом усього поєдинку чемпіон домінував над претендентом. Бій був зупинений лікарем після 4 раунду, тим самим Голловей знову захистив титул. 13 квітня 2019 пройшов поєдинок Голловей — Пуар'є за титул тимчасового чемпіона UFC у легкій вазі. Бій завершився перемогою Пуар'є одноголосними рішенням суддів. 27 липня 2019 захистив титул чемпіона UFC в напівлегкій вазі в бою з Френкі Едгаром. 15 грудня втратив титул у бою з Олександром Волкановскі.
11 липня 2020 року відбувся реванш, в якому Макс програв розділеним рішенням.

## Статистика
| Професійна кар'єра бійця |            |           |
| Боїв 30                  | Перемог 23 | Поразок 7 |
| Нокаут                   | 11         | 1         |
| Здача                    | 2          | 1         |
| Рішення суддів           | 10         | 5         |

Поразка Ілля Топурія нокаут 23-7
Перемога
Джастін Гейджи
Нокаут 23-6
| Результат | Рекорд | Суперник              | Спосіб                         | Турнір                                   | Дата             | Раунд | Час   | Місце                          | Примітки                                                                   |
| --------- | ------ | --------------------- | ------------------------------ | ---------------------------------------- | ---------------- | ----- | ----- | ------------------------------ | -------------------------------------------------------------------------- |
| Перемога  | 22-6   | Келвін Каттара        | Одностайне рішення             | UFC on ABC: Holloway vs. Kattar          | 16 січня 2021    | 5     | 5: 00 | Абу-Дабі, ОАЕ                  | Бій вечора.                                                                |
| Поразка   | 21-6   | Олександр Волкановскі | Роздільне рішення              | UFC 251                                  | 11 липня 2020    | 5     | 5: 00 | Абу-Дабі, ОАЕ                  | Бій за титул чемпіона UFC у напівлегкій вазі.                              |
| Поразка   | 21-5   | Олександр Волкановскі | Одностайне рішення             | UFC 245                                  | 14 грудня 2019   | 5     | 5: 00 | Лас-Вегас, США                 | Втратив титул чемпіона UFC у напівлегкій вазі.                             |
| Перемога  | 21-4   | Френкі Едгар          | Одностайне рішення             | UFC 240                                  | 27 липня 2019    | 5     | 5: 00 | Едмонтон, Канада               | Захистив титул чемпіона UFC у напівлегкій вазі.                            |
| Поразка   | 20-4   | Дастін Пуар'є         | Одностайне рішення             | UFC 236                                  | 13 квітня 2019   | 5     | 5: 00 | Атланта, США                   | Бій за титул тимчасового чемпіона UFC у легкій вазі. Бій вечора.           |
| Перемога  | 20-3   | Брайан Ортега         | TKO (Зупинка лікарем)          | UFC 231                                  | 9 грудня 2018    | 4     | 5: 00 | Торонто, Канада                | Захистив титул чемпіона UFC у напівлегкій вазі. Бій вечора. Виступ вечора. |
| Перемога  | 19-3   | Жозе Алду             | TKO (удари)                    | UFC 218                                  | 3 грудня 2017    | 3     | 4: 51 | Детройт, США                   | Захистив титул чемпіона UFC у напівлегкій вазі.                            |
| Перемога  | 18-3   | Жозе Алду             | TKO (удари)                    | UFC 212                                  | 3 червня 2017    | 3     | 4: 13 | Ріо-де-Жанейро, Бразилія       | Завоював титул безперечного чемпіона UFC у напівлегкій вазі.               |
| Перемога  | 17-3   | Ентоні Петтіс         | TKO (удари)                    | UFC 206                                  | 10 грудня 2016   | 3     | 4: 50 | Торонто, Канада                | Виграв титул тимчасового чемпіона в напівлегкій вазі. Виступ вечора.       |
| Перемога  | 16-3   | Рікардо Ламас         | Одностайне рішення             | UFC 199                                  | 4 червня 2016    | 3     | 5: 00 | Інглвуд (Каліфорнія), США      |                                                                            |
| Перемога  | 15-3   | Джеремі Стівенс       | Одностайне рішення             | UFC 194                                  | 12 грудня 2015   | 3     | 5: 00 | Лас-Вегас, США                 |                                                                            |
| Перемога  | 14-3   | Шарліс Олівейра       | TKO (травма шиї)               | UFC Fight Night: Holloway vs. Oliveira   | 23 серпня 2015   | 1     | 1: 39 | Саскатун, Канада               |                                                                            |
| Перемога  | 13-3   | Каб Свонсон           | Задушливий прийом (гільйотина) | UFC on Fox: Machida vs. Rockhold         | 18 квітня 2015   | 3     | 3: 58 | Нью-Арк, США                   | Виступ вечора.                                                             |
| Перемога  | 12-3   | Коул Міллер           | Одностайне рішення             | UFC Fight Night: Henderson vs. Thatch    | 14 лютого 2015   | 3     | 5: 00 | Брумфілд (Колорадо), США       |                                                                            |
| Перемога  | 11-3   | Акіра Корассані       | Нокаут (удари)                 | UFC Fight Night: Nelson vs. Story        | 4 жовтня 2014    | 1     | 3: 11 | Стокгольм, Швеція              | Виступ вечора.                                                             |
| Перемога  | 10-3   | Клей Коллард          | TKO (удари)                    | UFC Fight Night: Henderson vs. dos Anjos | 23 серпня 2014   | 3     | 3: 47 | Tulsa, Oklahoma, United States |                                                                            |
| Перемога  | 9-3    | Андре Філі            | Задушливий прийом (гільйотина) | UFC 172                                  | 26 квітня 2014   | 3     | 3: 39 | Балтімор, США                  |                                                                            |
| Перемога  | 8-3    | Віл Чоп               | TKO (удари)                    | UFC Fight Night: Saffiedine vs. Lim      | 4 січня 2014     | 2     | 2: 27 | Сінгапур                       | Нокаут вечора.                                                             |
| Поразка   | 7-3    | Конор Макгрегор       | Одностайне рішення             | UFC Fight Night: Shogun vs. Sonnen       | 17 серпня 2013   | 3     | 5: 00 | Бостон, США                    |                                                                            |
| Поразка   | 7-2    | Денніс Бермудес       | Роздільне рішення              | UFC 160                                  | 25 травня 2013   | 3     | 5: 00 | Лас-Вегас, США                 |                                                                            |
| Перемога  | 7-1    | Леонард Гарсія        | Роздільне рішення              | UFC 155                                  | 29 грудня 2012   | 3     | 5: 00 | Лас-Вегас, США                 |                                                                            |
| Перемога  | 6-1    | Джастін Лоуренс       | TKO (удари)                    | UFC 150                                  | 11 серпня 2012   | 2     | 4: 49 | Денвер, США                    |                                                                            |
| Перемога  | 5-1    | Пет Шилінг            | Одностайне рішення             | The Ultimate Fighter: Live Finale        | 1 червня 2012    | 3     | 5: 00 | Лас-Вегас, США                 |                                                                            |
| Поразка   | 4-1    | Дастін Пуар'є         | Введення (важіль ліктя)        | UFC 143                                  | 4 лютого 2012    | 1     | 3: 23 | Лас-Вегас, США                 |                                                                            |
| Перемога  | 4-0    | Едді Рінкон           | Одностайне рішення             | UIC 4 — War on the Valley Isle           | 1 липня 2011     | 3     | 5: 00 | Гонолулу, США                  |                                                                            |
| Перемога  | 3-0    | Харріс Сарменто       | Роздільне рішення              | X-1 — Champions 3                        | 12 березня 2011  | 5     | 5: 00 | Гонолулу, США                  | Перемога в X-1 Lightweight Championship.                                   |
| Перемога  | 2-0    | Брісон Камак          | Нокаут (удари)                 | X-1 — Island Pride                       | 6 листопада 2010 | 1     | 3: 09 | Гонолулу, США                  |                                                                            |
| Перемога  | 1-0    | Дюк Сарагоса          | Одностайне рішення             | X-1 — Heroes                             | 11 вересня 2010  | 3     | 5: 00 | Гонолулу, США                  |                                                                            |